# 2015 en Côte d'Ivoire
Cet article présente les faits marquants de l'année 2015 en Côte d'Ivoire.

## Évènements

### Février
8 février : la Côte d'Ivoire remporte la Coupe d'Afrique des nations de football 2015,.

### Octobre
25 octobre : élection présidentielle en Côte d'Ivoire, Alassane Ouattara est réélu.